# Michael Tjernström
Michael Kjell Henry Tjernström (* 17. August 1955 in Solna, Schweden) ist ein schwedischer Meteorologe, Klimaforscher und Hochschullehrer.

## Leben
Tjernström schloss sein Studium der Meteorologie an der Universität Stockholm 1979 mit dem Bachelor (kandidatexamen) ab. Von 1979 bis 1994 diente er als Offizier beim Wetterdienst der Schwedischen Luftstreitkräfte.
Während seiner Dienstzeit setzte er sein Studium von 1983 bis 1988 an der meteorologischen Abteilung der Universität Uppsala fort.
1988 promovierte er ebenda mit einer Arbeit zum Thema Numerical modeling of stratiform boundary-layer clouds on the meso-γ-scale (deutsch: Numerische Modellierung stratiformer Grenzschichtwolken auf der Meso-γ-Skala).
Von 1988 bis 1990 arbeitete er dort als wissenschaftlicher Assistent, von 1991 bis 2000 als Dozent und von 2000 bis 2001 als Professor für Meteorologie.
1997 war er wissenschaftlicher Mitarbeiter des Sveriges meteorologiska och hydrologiska institut (SMHI) in Norrköping.
Seit 2001 ist Tjernström Professor für Grenzschicht-Meteorologie an der Universität Stockholm.

## Gastaufenthalte
Tjernström hatte folgende Gastaufenthalte:
- 1991, 1992 Desert Research Institute, University of Nevada, Reno, Nevada
- 1993 Scripps Institution of Oceanography, University of California, San Diego, Kalifornien
- 1996, 1997, 1998, 1999 California Institute of Technology (Caltech) in Pasadena, Kalifornien, Abteilung für Umweltingenieurwissenschaften
- 2000, 2003 United States Department of the Navy, United States Naval Research Laboratory, Monterey, Kalifornien
- 2005–2006, 2007–2009, 2016–2017 University of Colorado Boulder, Einrichtungen: Cooperative Institute for Research in Environmental Sciences (CIRES), National Oceanic and Atmospheric Administration (NOAA), National Center for Atmospheric Research (NCAR)[1]

## Mitgliedschaften
Tjerndtröm war Mitglied folgender Gremien und Einrichtungen:
- Swedish Meteorological Society (SMS)
- American Meteorological Society (AMS)
- American Geophysical Union (AGU)
- European Geophysical Union (EGU)
- Swedish Geophysical Society (SGF)
- Royal Meteorological Society (RMetS)
- 1998–2005: Vetenskapsrådet (Wissenschaftsrat), Schweden[1]

## Forschungsinteressen
Tjernströms Forschungsinteressen liegen auf den Gebieten der Meteorologie, der Klimaprozesse, der Grenzschichten, der Wolken, der Aerosole und der Planetarischen Zirkulation.

## Vorlesungen, Vorträge, Forschungsprojekte
Tjernström hielt von 1992 bis 2016 Vorlesungen zu den Themen:
- Klimawandel
- Meteorologie, Grenzschichtmeteorologie
- Arktisches Klima, Arktische Klimaprozesse, Modellierung
- Wolkenphysik
- Fluiddynamik
- Atmosphärische Chemie
- Thermodynamik

Zu diesen Themen hielt Tjernström ungefähr 100 Vorträge und Präsentationen.
Er wurde dazu in viele Städte besonders in Schweden, aber auch nach Finnland, England und in die USA eingeladen.
Außerdem nahm er als leitender Wissenschaftler und in anderen Funktionen an mehr als 30 Forschungsprojekten teil.
Diese Projekte beschäftigten sich mit diesem Themenbereich, insbesondere mit dem arktischen Klima.

## Auszeichnungen
2020 erhielt Tjernström den Finn-Malmgren-Preis für seine Leistungen in Bildung, Forschung, Meteorologie und Klimatologie.

## Familie
Tjernström ist Einzelkind.
Seine Eltern sind die Kinderkrankenschwester Sally und der Lagerverwalter, Schriftsetzer und Pastor Kjell Tjernström.
Tjernström lebt seit Anfang der 1990er Jahre mit der Meteorologin und Hochschullehrerin Gunilla Svensson (* 1966) zusammen.
Tjernström hat drei Kinder.

## Veröffentlichungen (Auswahl)
- Jutta Vüllers, Peggy Achtert, Ian M. Brooks, Michael Tjernström, John Prytherch, Ryan Neely III: Meteorological and cloud conditions during the Arctic Ocean 2018 expedition, Atmospheric Chemistry and Physics (ACP), 2020 online als PDF
- Michael Tjernström und andere: The Arctic Summer Cloud Ocean Study (ASCOS): Overview and experimental design, BORA UiB, 2014 online als PDF
- A. A. M. Holtslag, G. Svensson, P. Baas, S. Basu, B. Beare, A. C. M. Beljaars, F. C. Bosveld, J. Cuxart, J. Lindvall, G. J. Steeneveld, Michael Tjernström, B. J. H. Van De Wiel: Stable Atmospheric Boundary Layers and Diurnal Cycles: Challenges for Weather and Climate Models, Bull. Amer. Meteor. Soc. (2013) 94 (11): 1691–1706 online als PDF
- Michael Tjernström, Rune Grand Graversen: The vertical structure of the lower Arctic troposphere analysed from observations and the ERA‐40 reanalysis, wiley, 2009, Quarterly Journal of the Royal Meteorological Society, Q. J. R. Meteorol. Soc. 135: 431–443 online als PDF
- Anthony J. Prenni, Jerry Y. Harrington, Michael Tjernström, Paul J. DeMott, Alexander Avramov, Charles N. Long, Sonia M. Kreidenweis, Peter Q. Olsson, Johannes Verlinde: Can Ice-Nucleating Aerosols Affect Arctic Seasonal Climate?, Bull. Amer. Meteor. Soc. (2007) 88 (4): 541–550 online als PDF
- Michael Tjernström, Mark Žagar, Gunilla Svensson, John J. Cassano, Susanne Pfeifer, Annette Rinke, Klaus Wyser, Klaus Dethloff, Colin Jones, Tido Semmler & Michael Shaw: Modelling the Arctic Boundary Layer: An Evaluation of Six Arcmip Regional-Scale Models using Data from the Sheba Project, Boundary-Layer Meteorology volume 117, pages 337–381(2005) online als PDF
- Michael Tjernström, Caroline Leck, P. Ola G. Persson, Michael L. Jensen, Steven P. Oncley, Admir Targino: The Summertime Arctic Atmosphere: Meteorological Measurements during the Arctic Ocean Experiment 2001, Bull. Amer. Meteor. Soc. (2004) 85 (9): 1305–1322 online als PDF

### Veröffentlichungen zurMOSAiC-Expeditionzusammen mitMarkus Rex,Klaus DethloffundMatthew Shupeund anderen
- Matthew Shupe, Gijs de Boer, Klaus Dethloff, Elizabeth Hunke, Wieslaw Maslowski, Allison McComiskey, Ola Perrson, David Randall, Michael Tjernström, David Turner, Johannes Verlinde: The Multidisciplinary Drifting Observatory for the Study of Arctic Climate (MOSAIC) Atmosphere Science Plan, 2018, DOE Office of Science Atmospheric Radiation Measurement (ARM) Program (United States) online als PDF
- Klaus Dethloff, Michael Tjernström, Matthew Shupe, Ola Persson: Multidisciplinary drifting Observatory for the Study of Arctic Climate MOSAIC and PARMARCMIP, 2013, ePIC (electronic Publication Information Center) is the official repository for publications and presentations of Alfred Wegener Institute for Polar and Marine Research (AWI)
- Klaus Dethloff, Michael Tjernström, MD Shupe, O Persson: Update of the MOSAiC approach, 2013, ePIC (electronic Publication Information Center) is the official repository for publications and presentations of Alfred Wegener Institute for Polar and Marine Research (AWI)
- Ola Persson, Matthew Shupe, Klaus Dethloff, Michael Tjernström: Understanding coupled climate and weather processes over the Arctic Ocean: The need and plans for multi-disciplinary coordinated observations on a drifting observatory, 2013, Proceed. Arctic Observing Summit online als PDF
- M Shupe, OP Persson, Michael Tjernström, K Dethloff: MOSAiC-Multidisciplinary drifting Observatory for the Study of Arctic Climate, 2012, AGUFM